# Анджеюв-Дурановський
Анджеюв-Дурановський (пол. Andrzejów Duranowski) — село в Польщі, у гміні Сохачев Сохачевського повіту Мазовецького воєводства.
Населення — 286 осіб (2011).
У 1975-1998 роках село належало до Скерневицького воєводства.

## Демографія
Демографічна структура станом на 31 березня 2011 року:
|          | Загалом | Допрацездатний вік | Працездатний вік | Постпрацездатний вік |
| -------- | ------- | ------------------ | ---------------- | -------------------- |
| Чоловіки | 139     | 30                 | 104              | 5                    |
| Жінки    | 147     | 25                 | 90               | 32                   |
| Разом    | 286     | 55                 | 194              | 37                   |